# Martin Winklbauer
Martin Winklbauer (* 25. Dezember 1957 in Halsbach) ist ein deutscher Bauer, der sich auch als Autor und Regisseur von volkstümlichen Theaterstücken betätigt. Außerdem engagiert er sich für das Theater Halsbach, das er maßgeblich mitgegründet hat, und tritt in den dort von ihm inszenierten Stücken teils auch selbst als Laienschauspieler auf.

## Leben und Werk
Martin Winklbauer schrieb bereits in seiner Zeit bei der Landjugend kurze Sketche und Szenen und entdeckte dabei sein dichterisches Talent. Er wurde Bauer und bewirtschaftet heute einen 26 Hektar großen Landwirtschaftlichen Familienbetrieb, den Spielhof bei Halsbach im oberbayerischen Landkreis Altötting. Nebenher begann er, Theaterstücke für Volkstheater zu schreiben und diese als Regisseur mit verschiedenen Laienspielgruppen öffentlich aufzuführen. 1984 entstand sein erstes historisches Theaterstück, Das Schwarze Jahr, das inzwischen als Freilichtaufführung jährlich Tausende Besucher anzieht. 
Winklbauer arbeitet in seinen volkstümlichen Stücken historische Begebenheiten aus seiner Heimatregion auf und beschäftigt sich außerdem mit den Lebensbildern großer Persönlichkeiten, wie zum Beispiel dem Heiligen Bruder und Schweizer Schutzpatron Nikolaus von Flüe (Der Bauer in der Kutte), dem österreichischen Kriegsdienstverweigerer und NS-Opfer Franz Jägerstätter (Das Vermächtnis), dem spanischen Dominikaner und Indianermissionar Bartolomé de Las Casas (Das Jahr der finsteren Sonne), dem Münchner Kirchenbaumeister Jörg von Halspach (gleichnamiges Theaterstück) oder dem Altöttinger Kapuzinerlaienbruder Bruder Konrad. Unter anderem schrieb er auch ein Theaterstück in bairischer Mundart (Heislahoizat – Se gahnt binanner).
Außer im heimatlichen Theater Halsbach werden Winklbauers Stücke seit 1990 auch im Piesinger Theaterstadl in Haiming im Landkreis Altötting aufgeführt, wofür er mehrere, eigene historische Theaterspiele schrieb. Einige seiner Theaterstücke wurden von Winklbauer im Morsak Verlag in Grafenau und im Forum-Verlag Riedstadt in Riedstadt veröffentlicht und befinden sich zudem in öffentlichen Bibliotheken, wodurch seine Arbeiten auch überregional bekannt wurden.
Martin Winklbauer ist mit Hannerl Winklbauer verheiratet. Das Paar hat fünf Kinder.

## Dramatische Werke
- 1984: Das schwarze Jahr (Freilichtspiel)
- 1988: Der Bauer in der Kutte (über Nikolaus von Flüe)
- 1991: Das Vermächtnis (über Franz Jägerstätter)
- 1992: Das Jahr der finsteren Sonne (über Bartolomé de Las Casas)
- 1993: Mani – Der gewaltsame Tod des Pater Rudolf Lunkenbein (über die Bororo-Indianer in Brasilien)
- Jörg von Halspach
- Zwiegespräch mit einem Fremden (über Bruder Konrad)
- 1990: Der Fährmann von Haunreit
- 1998: Heislahoizat – Se gahnt binanner
- 2000: Der Fluss und seine sieben Gäste
- 2006: Die Gottessucher
- 2007: Heislahoizat – Se gahnt binanner – Wiederaufführung

## Veröffentlichungen (Auswahl)
- Der Bauer in der Kutte. Das Leben des Hl. Nikolaus von Flüe. Das Buch zum gleichnamigen Theaterstück. Morsak Verlag, Grafenau 1988, ISBN 3-87553-310-0.
- Das Vermächtnis. Ein authentisches Stück nach dem Leben des Franz Jägerstätter. Morsak Verlag, Grafenau 1991, ISBN 3-87553-371-2.
- Der Fährmann von Haunreit. Das Buch zu einem historischen Theater. Morsak Verlag, Grafenau 1991, ISBN 3-87553-372-0.
- Unterwegs. 1250 Jahre Halsbach. 1. Aufl., Halsbach 1998.
- Der Fährmann vom Kühkopf. Historisches Spiel aus der Pestzeit. Forum-Verlag Riedstadt, Riedstadt 2001, ISBN 3-9807543-1-6.